# IEM Rio Major 2022
IEM Rio Major 2022 byl turnajem ve hře Counter-Strike: Global Offensive. Jednalo se o 18. turnaj nejvyšší kategorie CS:GO Major. Turnaj se konal v brazilském Rio de Janeiru od 31. října do 13. listopadu 2022. Vítězem se stal ruský tým Outsiders.

## Pozadí
Major se měl původně konat od 11. do 24. května 2020. Kvůli pandemii covidu-19 však společnosti Valve a ESL odložily konání Majoru na listopad 2020. Protože společnost Valve obvykle sponzoruje dva Majory ročně, měl mít odložený Major prizepool 2 000 000 dolarů, což z něj činilo největší prizepool v historii Majorů CS:GO. V září 2020 společnosti Valve a ESL oznámily, že Major byl zrušen kvůli přetrvávajícím komplikacím způsobeným pandemií covidu-19 v Brazílii. V lednu 2021 společnost Valve oznámila, že místo něj se bude konat PGL Major Stockholm 2021.
Dne 15. září 2021 ESL zveřejnila ESL Pro Tour 2022 a oznámila svůj záměr uspořádat major v Riu. Dne 25. ledna 2022 Dexerto oznámil, že ESL plánuje uspořádat druhý major roku 2022 v Riu de Janeiru. IEM Rio Major 2022 ESL oficiálně oznámila 24. května 2022.
Obhájcem titulu Major byl FaZe Clan, který svůj první major vyhrál na PGL Major Antwerp 2022, druhé místo obhajovali Natus Vincere.

## Formát
Challenger Stage
- Termín: 31. října – 3. listopadu
- Šestnáct týmů v tabulce švýcarského systému , osm týmů postupuje do Legends Stage
- Eliminace a kvalifikace jsou B03, všechny ostatní zápasy jsou B01

Legends Stage
- Termín: 5. – 8. listopadu
- Šestnáct týmů v tabulce švýcarského systému , osm túmů postupuje do Champions Stage
- Eliminace a kvalifikace jsou B03, všechny ostatní zápasy jsou B01

Champions Stage (Playoff)
- Termín: 10. – 13. listopadu
- Osm týmů v jedné vyřazovací skupině se umístilo podle jejich umístění v předchozím kole
- Všechny zápasy B03

Mapy
- Dust II
- Mirage
- Inferno
- Nuke
- Ancient
- Overpass
- Vertigo

## Týmy a sestavy
| Legendy (Legends)             | Legendy (Legends)            | Legendy (Legends)             | Legendy (Legends)                   |
| Sprout                        | Team Liquid                  | FaZe Clan                     | ENCE                                |
| ----------------------------- | ---------------------------- | ----------------------------- | ----------------------------------- |
| Victor "Staehr" Staehr        | Jonathan "EliGE" Jablonowski | Finn „karrigan“ Andersen      | Marco "Snappi" Pfeiffer             |
| Rasmus "Zyphon" Nordfoss      | Joshua "oSee" Ohm            | Russel „Twistzz“ van Dulken   | Valdemar "valde" Vangså             |
| Ismail "refrezh" Ali          | Nicholas "nitr0" Cannella    | Robin „ropz“ Kool             | Paweł "dycha" Dycha                 |
| Laurențiu "lauNX" Țârlea      | Keith "NAF" Markovic         | Håvard „rain“ Nygaard         | Pavle "maden" Bošković              |
| Fritz "slaxz-" Dietrich       | Mareks "YEKINDAR" Gaļinskis  | Helvijs „broky“ Saukants      | Alvaro "SunPayus" Garcia            |
| Heroic                        | Natus Vincere                | Ninjas in Pyjamas             | Team Spirit                         |
| Jakob "Jabbi" Nygaard         | Oleksandr „s1mple“ Kostyliev | Ludvig „Brollan“ Brolin       | Leonid "chopper" Vishnyakov         |
| Rasmus „sjuush“ Beck          | Viktor "sdy" Orudzhev        | Aleksi "Aleksib" Virolainen   | Boris "magixx" Vorobyev             |
| Martin „stavn“ Lund           | Denis „electronic“ Scharipow | Patrick „es3tag“ Hansen       | Ihor "w0nderful" Zhdanov            |
| Rene „TeSeS“ Madsen           | Ilja „Perfecto“ Saluzki      | Hampus „hampus“ Poser         | Robert "Patsi" Isyanov              |
| Casper „cadiaN“ Møller        | Walerij „b1t“ Wachowskyj     | Fredrik „REZ“ Sterner         | Pavel "s1ren" Ogloblin              |
| Vyzyvatelé (Challengers)      |                              |                               |                                     |
| OG                            | Bad News Eagles              | Evil Geniuses                 | BIG                                 |
| Shahar "flameZ" Shushan       | Dionis „sinnopsyy“ Budeci    | Vincent "Brehze" Cayonte      | Nils "k1to" Gruhne                  |
| Abdulkhalik "degster" Gasanov | Rigon „rigoN“ Gashi          | Timothy "autimatic" Ta        | Elias "s1n" Stein                   |
| Adam "NEOFRAG" Zouhar *       | Flatron „juanflatroo“ Halimi | Jadan "HexT" Postma           | Karim „Krimbo“ Moussa               |
| Maciej "F1KU" Miklas          | Genc „gxx“ Kolgeci           | Tsvetelin "CeRq" Dimitrov     | Florian „syrsoN“ Rische             |
| Nemanja "nexa" Isaković       | Sener „SENER1“ Mahmuti       | Sanzhar "neaLaN" Iskhakov     | Johannes „tabseN“ Wodarz            |
| MOUZ                          | Cloud 9                      | 9z Team                       | Team Vitality                       |
| Dorian "xertioN" Berman       | Wladislaw „nafany“ Gorschkow | Franco "dgt" Garci            | Mathieu „ZywOo“ Herbaut             |
| Ádám "torzsi" Torzsás         | Timofei „interz“ Jakuschin   | Maximiliano "max" Gonzalez    | Dan „apEX“ Madesclaire              |
| Christopher "dexter" Nong     | Abay „HObbitt“ Khasenov      | Nicolás "buda" Kramer         | Lotan "Spinx" Giladi                |
| Jon "JDC" de Castro           | Sergei „Ax1Le“ Rychtorow     | David "dav1d" Tapia Maldonado | Peter „dupreeh“ Rasmussen           |
| David "frozen" Čerňanský *    | Dmitri „sh1ro“ Sokolow       | Lucas "nqz" Soares            | Emil „Magisk“ Reif                  |
| Ostatní (Conternders)         |                              |                               |                                     |
| 00 Nation                     | Fnatic                       | Furia Esports                 | IHC Esports                         |
| Marcelo "coldzera" David      | Freddy "KRIMZ" Johansson     | Kaike "KSCERATO" Cerato       | Tengis „sk0R“ Batjargal             |
| Eduardo "dumau" Wolkmer       | Nico "nicoodoz" Tamjidi      | Andrei "arT" Piovezan         | Bat-Enkh „kabal“ Batbayar           |
| Epitácio "TACO" de Melo       | Fredrik "roeJ" Jørgensen     | Yuri "yuurih" Boian           | Tuvshintugs "ANNIHILATION" Nyamdorj |
| Bruno "latto" Rebelatto       | William "mezii" Merriman     | André "drop" Abreu            | Byambasuren „bLitz“ Garidmagnai     |
| Santino "try" Rigal           | Dion "FASHR" Derksen         | Rafael "saffee" Costa         | Munkhbold „Techno4K“ Sodbayar       |
| Outsiders                     | Grayhound Gaming             | Imperial Esports              | Team GamerLegion                    |
| Ali „jame“ Dschami            | Declan "Vexite" Portelli     | Gabriel „FalleN“ Toledo       | Ivan "iM" Mihai                     |
| David "n0rb3r7" Daniyelyan    | Alistair „aliStair“ Johnston | Fernando „fer“ Alvarenga      | Isak "isak" Fahlén                  |
| Alexei „Qikert“ Golubew       | Joshua „INS“ Potter          | Marcelo "chelo" Cespedes      | Frederik "acoR" Gyldstrand          |
| Jewgeni „FL1T“ Lebedew        | Jay „liazz“ Tregillgas       | Vinicius „VINI“ Figueiredo    | Kamil "siuhy" Szkaradek             |
| Pyotr "fame" Bolyshev         | Simon „Sico“ Williams        | Ricardo „boltz“ Prass         | Nicolas "Keoz" Dgus                 |
| Stav: 4. října 2022           |                              |                               |                                     |

## Základní skupina (Challengers Stage)
| #  | Tým                          | V | P | Kvalifikace           |
| -- | ---------------------------- | - | - | --------------------- |
| 1  | MOUZ (Evropa)                | 3 | 0 | Kvalifikace do Legend |
| 2  | Bad News Eagles (Kosovo)     | 3 | 0 | Kvalifikace do Legend |
| 3  | BIG (Německo)                | 3 | 1 | Kvalifikace do Legend |
| 4  | Outsiders (Rusko)            | 3 | 1 | Kvalifikace do Legend |
| 5  | Furia Esports (Brazílie)     | 3 | 1 | Kvalifikace do Legend |
| 6  | Fnatic (Evropa)              | 3 | 2 | Kvalifikace do Legend |
| 7  | Team Vitality (Evropa)       | 3 | 2 | Kvalifikace do Legend |
| 8  | Cloud9 (Rusko)               | 3 | 2 | Kvalifikace do Legend |
| 9  | Team GamerLegion (Evropa)    | 2 | 3 |                       |
| 10 | OG (Evropa)                  | 2 | 3 |                       |
| 11 | 9z Team (Jižní Amerika)      | 2 | 3 |                       |
| 12 | Grayhound Gaming (Austrálie) | 1 | 3 |                       |
| 13 | Evil Geniuses (USA)          | 1 | 3 |                       |
| 14 | IHC Esports (Mongolsko)      | 1 | 3 |                       |
| 15 | 00 Nation (Jižní Amerika)    | 0 | 3 |                       |
| 16 | Imperial Esports (Brazílie)  | 0 | 3 |                       |

*3 výhry stačí k postupu, naopak 3 prohry znamenají vyřazení z turnaje.

## Legendy (Legends Stage)
| #  | Tým                             | V | P | Kvalifikace                               |
| -- | ------------------------------- | - | - | ----------------------------------------- |
| 1  | Furia Esports (Brazílie)        | 3 | 0 | Kvalifikace do play-off (Champions Stage) |
| 2  | Cloud9 (Rusko)                  | 3 | 0 | Kvalifikace do play-off (Champions Stage) |
| 3  | Heroic (Dánsko)                 | 3 | 1 | Kvalifikace do play-off (Champions Stage) |
| 4  | Outsiders (Rusko)               | 3 | 1 | Kvalifikace do play-off (Champions Stage) |
| 5  | Fnatic (Evropa)                 | 3 | 1 | Kvalifikace do play-off (Champions Stage) |
| 6  | Team Spirit (Rusko)             | 3 | 1 | Kvalifikace do play-off (Champions Stage) |
| 7  | Natus Vincere (Ukrajina)        | 3 | 2 | Kvalifikace do play-off (Champions Stage) |
| 8  | MOUZ (Evropa)                   | 3 | 2 | Kvalifikace do play-off (Champions Stage) |
| 9  | BIG (Německo)                   | 2 | 3 |                                           |
| 10 | Team Liquid (USA)               | 2 | 3 |                                           |
| 11 | ENCE (Evropa)                   | 2 | 3 |                                           |
| 12 | Sprout (Dánsko)                 | 1 | 3 |                                           |
| 13 | Team Vitality (Evropa)          | 1 | 3 |                                           |
| 14 | Bad News Eagles (Kosovo)        | 1 | 3 |                                           |
| 15 | Ninjas in Pyjamas (Skandinávie) | 0 | 3 |                                           |
| 16 | FaZe Clan (Evropa)              | 0 | 3 |                                           |

## Play-off (Champions Stage)
|  | Čtvrtfinále   | Čtvrtfinále   |           |   | Semifinále | Semifinále |  |  | Finále | Finále |
|  |               |               |           |   |            |            |  |  |        |        |
|  |               |               |           |   |            |            |  |  |        |        |
|  | Cloud9        | 1             |           |   |            |            |  |  |        |        |
|  | Cloud9        | 1             |           |   |            |            |  |  |        |        |
|  | MOUZ          | 2             |           |   |            |            |  |  |        |        |
|  | MOUZ          | 2             | MOUZ      | 1 |            |            |  |  |        |        |
|  |               |               | MOUZ      | 1 |            |            |  |  |        |        |
|  |               | Outsiders     | 2         |   |            |            |  |  |        |        |
|  | Fnatic        | Outsiders     | 2         | 0 |            |            |  |  |        |        |
|  | Fnatic        |               |           | 0 |            |            |  |  |        |        |
|  | Outsiders     | 2             |           |   |            |            |  |  |        |        |
|  | Outsiders     | 2             | Outsiders | 2 |            |            |  |  |        |        |
|  |               |               | Outsiders | 2 |            |            |  |  |        |        |
|  |               | Heroic        | 0         |   |            |            |  |  |        |        |
|  | Heroic        | Heroic        | 0         | 2 |            |            |  |  |        |        |
|  | Heroic        |               |           | 2 |            |            |  |  |        |        |
|  | Team Spirit   | 0             |           |   |            |            |  |  |        |        |
|  | Team Spirit   | 0             | Heroic    | 2 |            |            |  |  |        |        |
|  |               |               | Heroic    | 2 |            |            |  |  |        |        |
|  |               | Furia Esports | 1         |   |            |            |  |  |        |        |
|  | Furia Esports | Furia Esports | 1         | 2 |            |            |  |  |        |        |
|  | Furia Esports |               |           | 2 |            |            |  |  |        |        |
|  | Natus Vincere | 1             |           |   |            |            |  |  |        |        |
|  | Natus Vincere | 1             |           |   |            |            |  |  |        |        |

## Showmatch
| Tým Švédska                           | 8 | 16 | Tým Brazílie                          |
| ------------------------------------- | - | -- | ------------------------------------- |
| Olof "olofmeister" Kajbjer Gustafsson |   |    | Gabriel „FalleN“ Toledoㅤㅤㅤㅤㅤㅤㅤ |
| Patrik "f0rest" Lindberg              |   |    | Fernando "fer" Alvarenga              |
| Christopher "GeT_RiGhT" Alesund       |   |    | Marcelo "coldzera" David              |
| Jesper "JW" Wecksell                  |   |    | Lincoln "fnx" Lau                     |
| Adam "friberg" Friberg                |   |    | Epitácio "TACO" de Melo               |